# Чемпінь
Че́мпінь (пол. Czempiń, нім. Tschempin) — місто в західній Польщі.

## Демографія
Демографічна структура станом на 31 березня 2011 року:
|          | Загалом | Допрацездатний вік | Працездатний вік | Постпрацездатний вік |
| -------- | ------- | ------------------ | ---------------- | -------------------- |
| Чоловіки | 2517    | 502                | 1814             | 201                  |
| Жінки    | 2715    | 503                | 1690             | 522                  |
| Разом    | 5232    | 1005               | 3504             | 723                  |